# Grande Prêmio da Bélgica de 1954
Resultados do Grande Prêmio da Bélgica de Fórmula 1 realizado em Spa-Francorchamps à 20 de junho de 1954. Terceira etapa da temporada, nela o argentino Juan Manuel Fangio venceu em sua despedida da equipe Maserati.

## Treino oficial
| Pos. | Piloto                | Construtor | Tempo  | Diferença |
| ---- | --------------------- | ---------- | ------ | --------- |
| 1    | Juan Manuel Fangio    | Maserati   | 4'22"1 |           |
| 2    | José Froilán González | Ferrari    | 4'23"6 | + 1.5     |
| 3    | Giuseppe Farina       | Ferrari    | 4'26"0 | + 3.9     |
| 4    | Onofre Marimón        | Maserati   | 4'27"6 | + 5.5     |
| 5    | Mike Hawthorn         | Ferrari    | 4'29"4 | + 7.3     |
| 6    | Maurice Trintignant   | Ferrari    | 4'30"0 | + 7.9     |
| 7    | Jean Behra            | Gordini    | 4'34"5 | + 12.4    |
| 8    | André Pilette         | Gordini    | 4'40"0 | + 17.9    |
| 9    | Stirling Moss         | Maserati   | 4'40"8 | + 18.7    |
| 10   | Paul Frère            | Gordini    | 4'42"0 | + 19.9    |
| 11   | Sergio Mantovani      | Maserati   | 4'42"0 | + 19.9    |
| 12   | Roberto Mieres        | Maserati   | 4'43"8 | + 21.7    |
| 13   | Príncipe Bira         | Maserati   | 4'46"5 | + 24.4    |
| 14   | Jacques Swaters       | Ferrari    | 4'54"2 | + 32.1    |

## Classificação da prova
| Pos. | Nº | Piloto                              | Construtor | Voltas | Tempo/Diferença | Grid | Pontos |
| ---- | -- | ----------------------------------- | ---------- | ------ | --------------- | ---- | ------ |
| 1    | 26 | Juan Manuel Fangio                  | Maserati   | 36     | 2:44:42.4       | 1    | 9      |
| 2    | 8  | Maurice Trintignant                 | Ferrari    | 36     | + 24.2          | 6    | 6      |
| 3    | 22 | Stirling Moss                       | Maserati   | 35     | + 1 volta       | 9    | 4      |
| 4    | 10 | Mike Hawthorn José Froilán González | Ferrari    | 35     | + 1 volta       | 5    | 1,5    |
| 5    | 18 | André Pilette                       | Gordini    | 35     | + 1 volta       | 8    | 2      |
| 6    | 20 | Príncipe Bira                       | Maserati   | 35     | + 1 volta       | 13   |        |
| 7    | 30 | Sergio Mantovani                    | Maserati   | 34     | + 2 voltas      | 11   |        |
| Ret  | 4  | Giuseppe Farina                     | Ferrari    | 14     | Ignição         | 3    |        |
| Ret  | 16 | Paul Frère                          | Gordini    | 14     | Motor           | 10   |        |
| Ret  | 12 | Jean Behra                          | Gordini    | 12     | Suspensão       | 7    |        |
| Ret  | 28 | Onofre Marimón                      | Maserati   | 3      | Motor           | 4    |        |
| Ret  | 6  | José Froilán González               | Ferrari    | 1      | Motor           | 2    |        |
| Ret  | 2  | Jacques Swaters                     | Ferrari    | 1      | Motor           | 14   |        |
| Ret  | 24 | Roberto Mieres                      | Maserati   | 0      | Fogo            | 12   |        |